# 签证更新电子系统

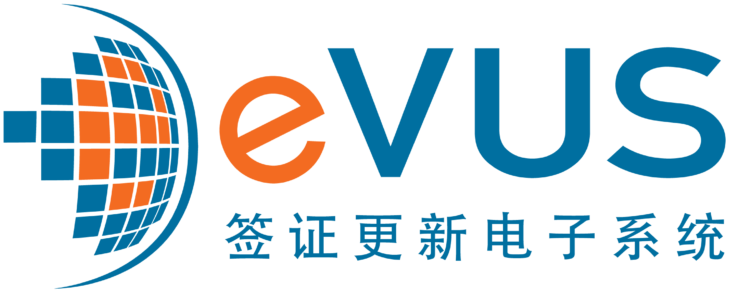
签证更新电子系统标志

签证更新电子系统（英语：Electronic Visa Update System，简称：EVUS）是指持有十年有效B1/B2，B1或B2（访客）签证的中国公民所使用的基本个人信息在线定期更新系统，以协助其赴美旅行。除了有效的B类签证以外，持有中华人民共和国护照旅客必须完成EVUS登记，以便获得许可进入美国。若没有进行有效的EVUS登记将无法进入美国。

## 簡介
美国总统奥巴马在2014年11月10日出席亚太经合组织工商领导人峰会时表示，此次访问美中两国同意作出新的签证安排，新的安排下，学生签证有效期最长将延长至5年，商业旅游签证将延长到10年。而自2016年11月29日起即需要登记EVUS。美国政府和中国政府就签发十年期旅游签证做出了双边互惠安排。该协议规定旅客须定期完成在线表格填写以更新个人信息。申请者需要有效的中国护照和由美国国务院签发的最长有效期 10 年 B1、B2 或B1/B2签证、联系信息，包括在美国的目的地地址还有紧急情况联系人。

## 使用方法
EVUS的使用流程：上EVUS網站填表→提出申請→記下申請號碼→檢視申請狀態（通常數分鐘內可得知是否通過，最遲不超過72小時）。
使用该系统暂时免费，針對獲得核准的EVUS許可，在网站开放接受及早登记时，美国海关和边境保护局不会收取EVUS登记费用。美国海关和边境保护局预期EVUS登记收费最终会实施，但目前尚未落实执行时间。在收费实施前，旅客可以免费完成EVUS登记。
系统处理完成后，会有如下结果：
- 登记成功：已登记您的旅行授权已批准，且您已获得授权前往美国。本系统将会显示您已登记EVUS的确认信息。已登记EVUS并不保证入境美国。美国海关和边境保护局在美国的入境口岸将做最终决定；
- 登记不成功：您在EVUS上的登记申请不成功，您没有被授权以您的访客签证前往美国。您应该联系美国海关和边境保护局服务台要求帮助。该回复并不意味着您已经被拒绝入境美国。该回复只是禁止您以现有的访客签证前往美国。
- 签证撤销：美国国务院已撤销您的签证，您前往美国的签证现已无效。

从任何地区出发的持中华人民共和国护照并同时持有十年有效期B1/B2、B1或B2签证的旅客，都必须在EVUS登记，包括居住在加拿大多年且符合加拿大永久居民10年期签证的中国公民，而使用其他旅行文件（包括香港特别行政区、澳门特别行政区和中華民國护照）的旅客，可继续按照目前的方式前往美国旅行。登记完成后，旅客可持有有效护照和签证在2年内多次入境美国。

## 问题

### 假冒网站
某些網站會以購買關鍵字等方式，在搜索引擎中取得較前面的排名，以試圖誤導不知情者進去該網站，謊稱可代為申請，卻可能向用戶收取高額費用。但美國政府除了自己建立的EVUS網站之外，並未授權其他非美國政府的網站經營EVUS。誤用這些第三方網站的用戶，其個人資料及信用卡卡號等資訊可能會有遭盜用的風險。

### 恶意登记
曾有旅客因个人的护照和签证信息泄露（例如发朋友圈时忘记打码），遭人在EVUS网站恶意登记导致其美国签证被吊销。对此，旅客应当定期检查EVUS登记信息并妥善保管好个人资料。

## 關聯條目
- 美国签证政策
- 免签证计划
- 旅遊許可電子系統
- US-VISIT－美國訪客暨移民身分顯示系統
- 美國境外入境審查

## 外部連結
- EVUS官方網站 （页面存档备份，存于）-EVUS 美國國土安全部 海關暨邊境保衛局
- 美国驻华大使馆 签证更新电子系统 （页面存档备份，存于）
- 签证更新电子系统常见问题及回答 （页面存档备份，存于）- 美國國土安全部 海關暨邊境保衛局
- 提醒中国公民赴美前及时登陆美国“签证更新电子系统”（EVUS）进行登记 （页面存档备份，存于）-中华人民共和国驻美利坚合众国大使馆
- 签证更新电子系统 ustraveldocs.com （页面存档备份，存于）
- 提醒：美国“签证更新电子系统（EVUS）”网站已启用 中国领事服务网 （页面存档备份，存于）